# Windows Server 2016
Windows Server 2016 – serwerowy system operacyjny, tworzony przez Microsoft z rodziny Windows NT, rozwijany równolegle z systemem Windows 10. 
Pierwsza wersja testowa (Technical Preview) pojawiła się już 1 października 2014 roku. W przeciwieństwie do poprzednich wersji systemu, które były wydawane wraz z wersjami klienckimi, Windows Server 2016 został wydany 26 września 2016 roku na konferencji „Microsoft Ignite”, czyli ponad rok po premierze Windows 10.

## Funkcje
Windows Server 2016 wprowadził sporo nowych funkcji, wliczając w to:
- Active Directory Federation Services: Umożliwia autoryzację użytkowników przechowywanych w folderach LDAP i bazie SQL.[2]
- Windows Defender: Domyślnie instalowany bez GUI[3].
- Pulpit zdalny: Wsparcie dla OpenGL 4.4 i OpenCL 1.1[4]
- Usprawnienia w usługach magazynowania danych
- IIS 10: Wsparcie dla HTTP/2.0
- Windows PowerShell 5.1

### Funkcje sieciowe
- DHCP: Zakończenie wsparcia dla NAP (Network Access Protection)
- DNS: Nowe rekordy DDS (TLSA, SPF), nowe komendy i parametry PowerShell
- Wsparcie dla protokołu GRE
- IPAM: Wsparcie dla podsieci /31, /32 o /128, poprawiona integracja z DNS, DHCP, DDI

### Hyper-V
- Klastrowe wdrażanie aktualizacji[5].
- Nowy binarny format zapisu konfiguracji (.VMCX i .VMRS)
- Produkcyjne punkty kontrolne
- Dodawanie/usuwanie kart sieciowych oraz pamięci (bez restartowania maszyny)
- Kompatybilność z Connected Standby
- Linux secure boot

## Edycje
Windows Server 2016 posiada następujące edycje:
- Datacenter – posiada wszystkie możliwości systemu wraz z nielimitowaną wirtualizacją
- Standard – podstawowa wersja systemu z limitowaną wirtualizacją
- Essentials – dla organizacji z nie więcej niż 25 użytkownikami i 50 urządzeniami
- MultiPoint Premium Server – dla organizacji akademickich[6]
- Storage – dostępna w kanale sprzedaży OEM na potrzeby pamięci masowych
- Hyper-V – wersja darmowa do użycia wyłącznie jako serwer Host na potrzeby wirtualizacji

### Nano Server
Nano Server jest nową opcją instalacji, zaprezentowaną przez Microsoft, która oferuje najbardziej minimalną wersję systemu Windows Server bez interfejsu graficznego. Całe zarządzanie serwerem odbywa się przez Windows Management Instrumentation (WMI), Windows PowerShell oraz Remote Server Management Tools (zbiór aplikacji webowych oraz konsolowych).
Nano Server jest aktualnie dostępny tylko dla klientów Microsoft Software Assurance.

## Wymagania systemowe
| Procesor               | 1.4 GHz, x86-64                  |
| RAM                    | 2 GB (512 MB dla wersji bez GUI) |
| Wolne miejsce na dysku | 32 GB                            |